# Slip-Powder
Slip-Powder è un cortometraggio muto del 1909. Il nome del regista non viene riportato nei credit del film.

## Trama
Un ragazzino, figlio di un inventore, usa una polvere che gli ha dato suo padre per divertirsi alle spalle di tutti quelli che incontra. La polvere, infatti, si trasforma in un elemento scivoloso che permette al birichino di combinarne di cotte e di crude ai danni dei poveri passanti che ci camminano sopra.

## Produzione
Il film fu prodotto dalla Lubin Manufacturing Company.

## Distribuzione
Distribuito dalla Lubin Manufacturing Company, il film - un breve cortometraggio della lunghezza di 83,8 metri - uscì nelle sale cinematografiche statunitensi il 15 aprile 1909. Nelle proiezioni, veniva programmato con il sistema dello split reel, accorpato in un'unica bobina con un altro cortometraggio prodotto dalla Lubin, la comica After the Bachelor's Ball.